# Cunyu
Cunyu är ett vattendrag i Burundi.   Det ligger i provinsen Cibitoke, i den nordvästra delen av landet, 50 kilometer norr om huvudstaden Bujumbura.
Omgivningarna runt Cunyu är en mosaik av jordbruksmark och naturlig växtlighet. Runt Cunyu är det tätbefolkat, med 319 invånare per kvadratkilometer.